# Punicko-rzymskie wieże na Malcie

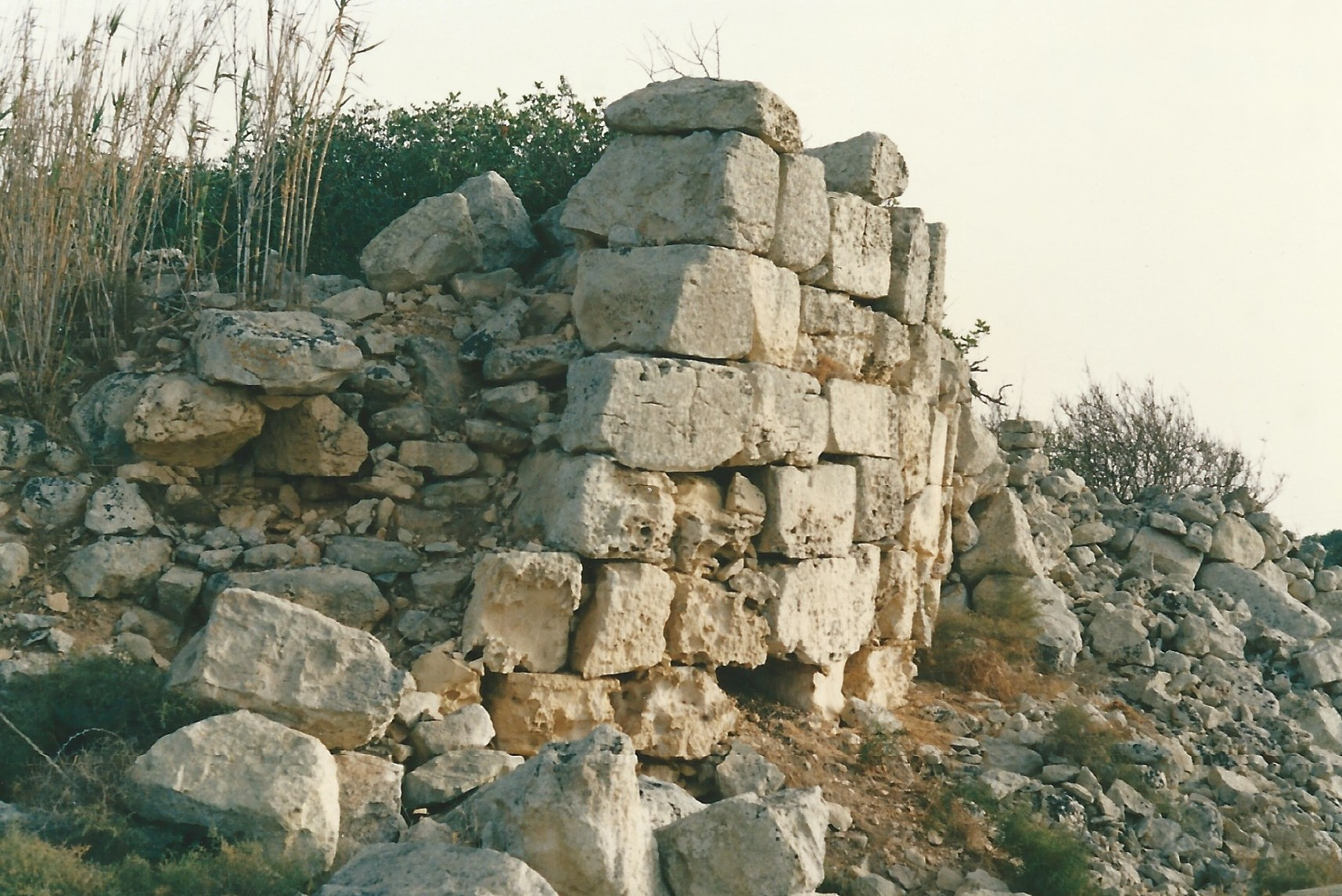
Pozostałości wieży Ta’ Ġawhar w Safi

Punicko-rzymskie wieże na Malcie – pozostałości sześciu wież z okresu punicko-rzymskiego zidentyfikowane na obszarze Malty. Przypuszczalnie zostały one zbudowane, kiedy wyspa była częścią imperium punickiego lub rzymskiego. Ich budowa sugeruje pochodzenie późnopunickie, były one wciąż używane w czasach rzymskich, aż przynajmniej do III wieku. Dowody sugerują, że wieże należały do systemu obronnego wyspy. Wszystkie zbudowano na wzniesieniach gruntu, w specyficznych miejscach, przez co mogły w znacznym stopniu przesyłać sygnały jedna do drugiej. Podobne wieże odkryto w niedalekiej Tunezji, w takim samym systemie obronnym. W tym czasie niektórzy ludzie wciąż żyli w jaskiniach, a niewielu z nich w budowlach w stylu lokalnym, rodzimym, podobnych do domów na pobliskiej Sycylii.
Generalnie utrzymuje się opinia, że wieże budowane były w okresie punickim, zaś upiększone zostały przez Rzymian. Rzymskie i greckie budynki mieszkalne wznoszone były dużo później, generalnie nie w pobliżu wież, co sugeruje, że w ciągu czasu stopień ważności tych ostatnich mógł się zmniejszyć z powodu użycia innego rodzaju systemu obronnego, jak np. fortyfikacji Melite. Jednakże ostatni raz zapalono wieże, aby wysłać sygnał, w III wieku. Niektóre z budowli, jak wieża Ta’ Ċieda, były głównie wzniesione z materiałów pozyskanych z prehistorycznych kamieni, a po zburzeniu wież, kiedy nie zostały one odbudowane, kamienie z ruin używano w okresie arabskim do budowy grobowców oraz murów z gruzu. Podstawy sześciu wież przetrwały do dzisiaj w różnym stanie, niektóre przedmioty znalezione w ruinach wystawiane są w muzeach. Relikty dwóch innych wież zostały prawdopodobnie kompletnie zburzone podczas budowy pasa startowego Malta International Airport.

## Lista wież
Sześć miejsc, wszystkie na głównej wyspie Malty, zostało zidentyfikowanych jako pozostałości wież zbudowanych w okresie punickim albo rzymskim. Są to:
| Nazwa                                         | Miejsce   | Status                            | Współrzędne                                   |
| --------------------------------------------- | --------- | --------------------------------- | --------------------------------------------- |
| Wieża Ghajn Klieb                             | Rabat     |                                   | 35°53′10,6″N 14°23′03,3″E/35,886278 14,384250 |
| Wieża Tal Baqqari (również tal-Bakkari)       | Żurrieq   |                                   | 35°49′10,1″N 14°29′46,2″E/35,819472 14,496167 |
| Wieża Ta’ Ċieda                               | San Ġwann | Zachowana 1/3 podstawy            | 35°54′26,6″N 14°28′48,1″E/35,907389 14,480028 |
| Wieża Ta’ Ġawhar                              | Safi      | Zachowane siedem warstw kamieni   | 35°49′57,8″N 14°29′58,2″E/35,832722 14,499500 |
| Wieża Ta Santi                                | Rabat     | Pozostały niektóre bloki kamienne | 35°53′50,3″N 14°21′26,6″E/35,897306 14,357389 |
| Wieża Ta Wilga (znana też jako tat-Torrijiet) | Mqabba    | Zachowana część podstawy          | 35°50′59,2″N 14°27′34,5″E/35,849778 14,459583 |

Dodatkowo, archeolog David Trump wymienił dwie inne wieże, podnosząc ich liczbę do ośmiu. Pozostałości innych takich obiektów mogły zostać zburzone przy budowie pasa startowego Malta International Airport.
Na siostrzanej wyspie Malty, Gozo, nie znaleziono śladów żadnej wieży z okresu punicko-rzymskiego, choć czasem przypuszcza się, że niektóre znaleziska archeologiczne na wyspie mogą być pozostałościami takich budowli. Ruiny nie są jednak wystarczające, aby stwierdzić, czy rzeczywiście były one wieżami punickimi lub rzymskimi, a prawie nic o nich nie wiadomo.
Inna punicka wieża znaleziona została w ogrodzie budynku probostwa w Żurrieq. Jest wysoka na 5,5 metra i znajduje się w relatywnie dobrym stanie. W odróżnieniu od innych, ta ma kształt kwadratu – domniemuje się, że była częścią większej budowli Ponadto przypuszcza się, że budynek był częścią greckiego domu miejskiego.

## Architektura, wiek i cel budowli

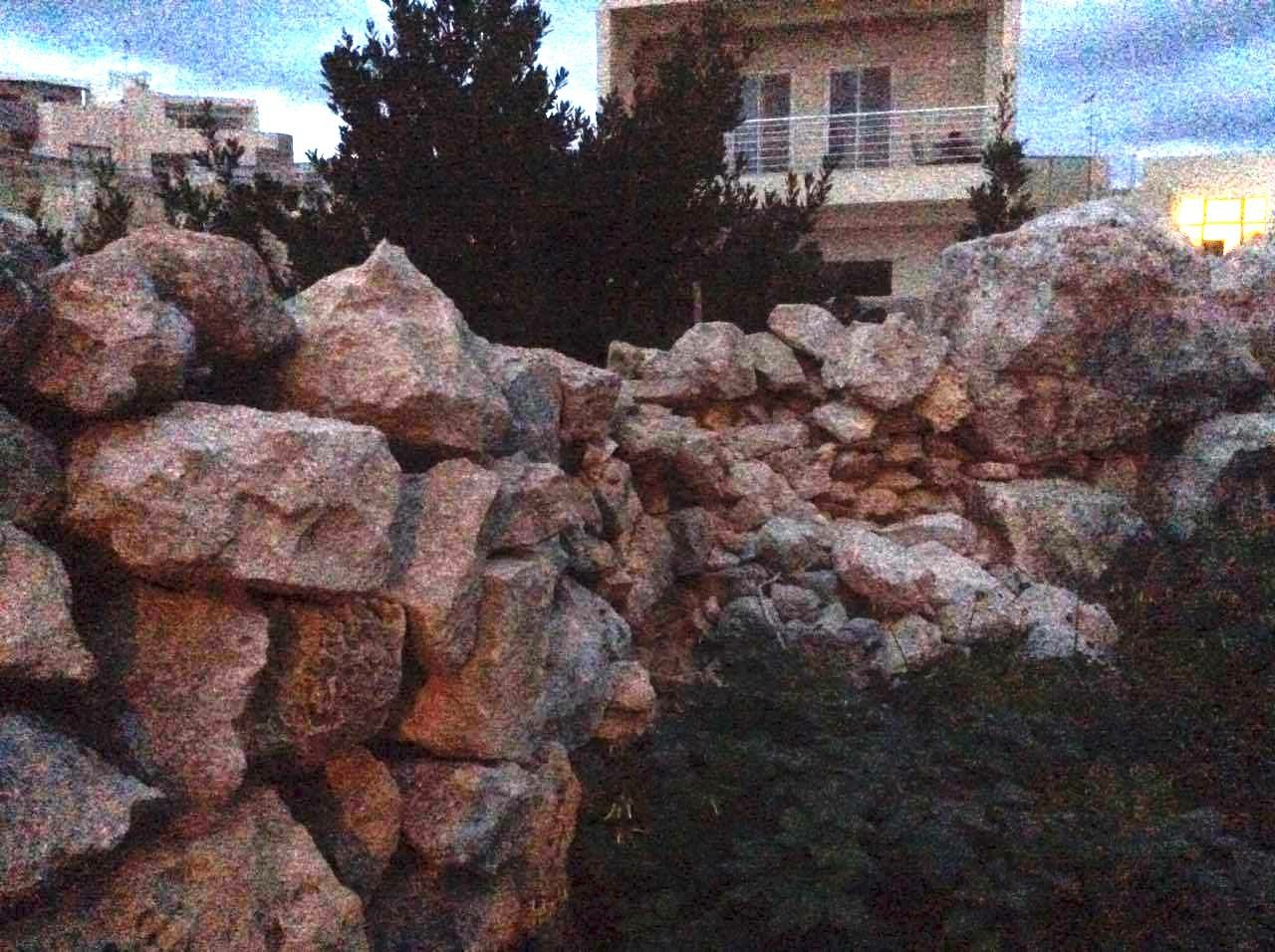
Pozostałości podstawy wieży Ta’ Ċieda w San Ġwann

Wszystkie sześć wież ma okrągły kształt, zostało wybudowanych z dużych dopasowanych bloków, typowych dla budowli późnopunickich. W wieżach Ta’ Ġawhar i Ta’ Ċieda znaleziono starożytne cysterny.
Wiek, jak i cel postawienia obiektów, nie jest dokładnie znany. Chociaż niektóre teorie sugerują, że wieże są prehistoryczne, ogólnie uważa się je za budowle z okresu późnopunickiego, co potwierdzone jest ich budową, jak też ceramiką i innymi wytworami rąk ludzkich wykopanymi w wieżach Ta’ Ġawhar i Ta’ Wilġa. W pobliżu tej ostatniej znaleziono również punicki grobowiec. Uważa się, że wieża Ta’ Ġawhar była dwukrotnie spalona, najpierw podczas pierwszej wojny punickiej i powtórnie około III wieku n.e. W wieży znaleziono monety datowane na rok 35 p.n.e. oraz na III wiek n.e., a także złoty kolczyk. To pokazuje, że wieże by na pewno używane w czasach rzymskich. 
Istnieje kilka teorii co do przeznaczenia wież:
- według A. Bonanno, wieże mogły być zbudowane przez Kartagińczyków w III wieku p.n.e. w celu obrony wyspy przed atakami rzymskimi podczas wojen punickich[8];
- mogły zostać zbudowane, aby ostrzegać garnizon miasta Melita o zbliżaniu się wroga[9], lecz niektórzy historycy nie zgadzają się z tym, twierdząc, że ich lokalizacja nie ma sensu w kontekście systemu obronnego[15];
- mogły one powstać w wioskach, otaczających i broniących większego siedliska na terenie Żurrieq-Safi[2];
- mogły być zbudowane obok wiejskich posiadłości (willi), w celu ochrony gajów oliwnych i zakładów wytwarzających oliwę. Jednakże nie znaleziono żadnych pozostałości willi w pobliżu żadnej wieży[8]. Wprawdzie kiedyś było ponad trzydzieści rzymskich willi na terenach wiejskich, być może jakaś sąsiadowała z wieżą, lecz dziś jest to nie do sprawdzenia, gdyż pozostałości większości z nich zostały zniszczone podczas stawiania współczesnego budownictwa, po reszcie pozostało niewiele[16];
- mogły być budowane w celu ochrony Malty przed atakami Herulów[9].

Uważa się, że wieże zostały porzucone około III wieku n.e.

## Archeologia
Pierwsze prace archeologiczne przy wieży Ta’ Wilġa zostały przeprowadzone przez Departament Muzeów w roku 1910. Wieża Tal-Baqqari została zidentyfikowana 6 września 1920 roku, lecz nigdy nie przeprowadzono odpowiednich prac. Wieże Ta’ Ġawhar i Ta’ Ċieda były badane w roku 1960 przez brytyjskiego archeologa Davida Trumpa.
Wieże Ta’ Wilġa oraz Ta’ Ċieda zostały wpisane na Antiquities List of 1925.
Najlepiej zachowaną z wszystkich sześciu wież jest wieża Ta’ Ġawhar, której część przetrwała we fragmencie wysokim na siedem warstw kamienia. Wieża ta jest umieszczona na liście National Inventory of the Cultural Property of the Maltese Islands.

## Inne wieże o prawdopodobnie rzymskim pochodzeniu

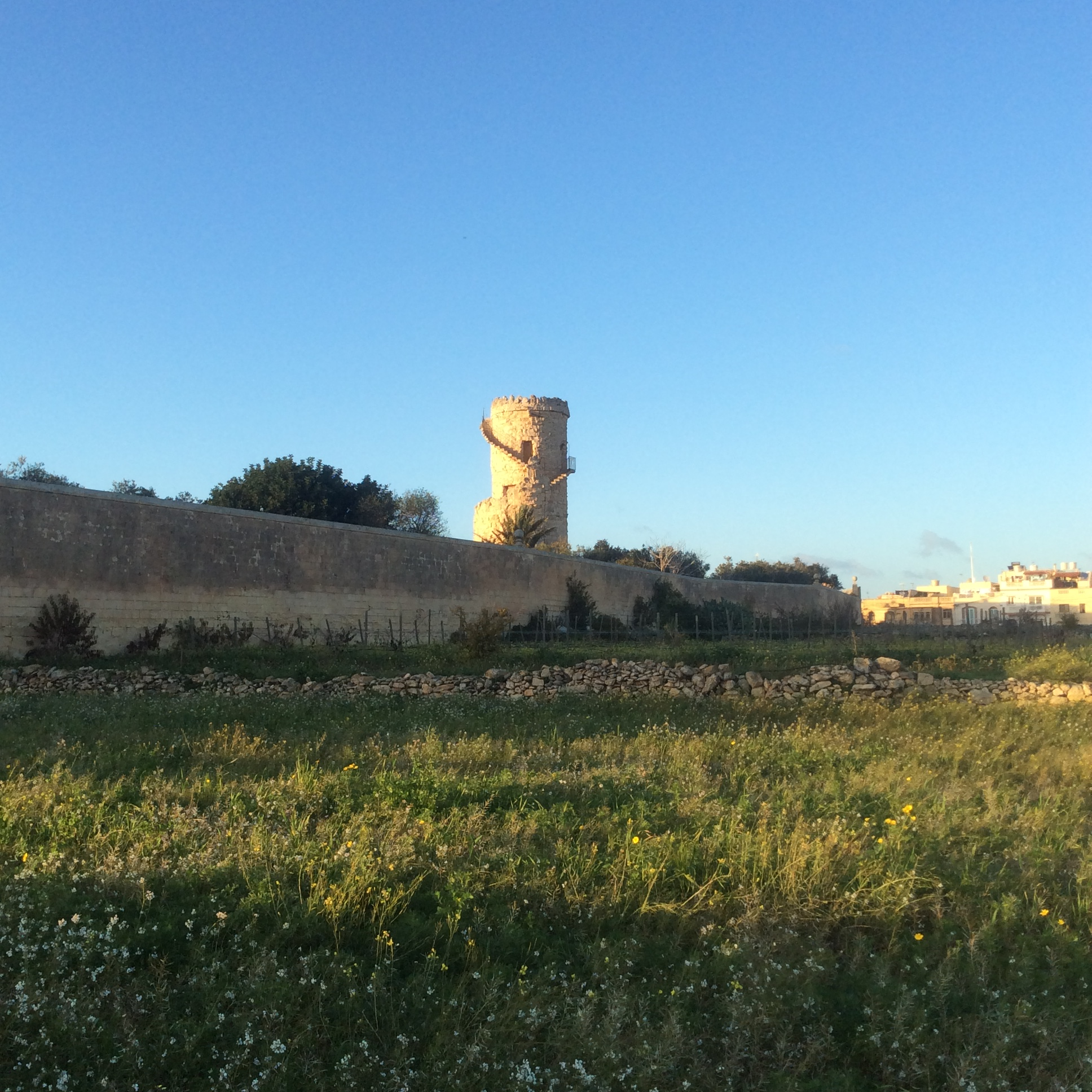
Wieża Xlejli, która może pochodzić z okresu rzymskiego

Wieża Xlejli w Gudja, która wciąż jest dobrze zachowana, również prawdopodobnie ma rzymskie korzenie. Według historyka Louisa de Boisgelin, urna pełna rzymskich miedzianych medali znaleziona została w wieży, a i jej okrągły kształt czyni ją podobną do innych rzymskich wież na Malcie. Jednakże według innych źródeł, została ona zbudowana w XII lub XIII wieku.

## Czytaj też
- Wieże z okresu punicko-rzymskiego znajdują się nie tylko na Malcie, podobne były budowane również w północnej Afryce, były one przeznaczone do celów obronnych. Czytaj: Anthony Luttrell. Malta before 870: Some Libyan Connections. „Hyphen”. 5, s. 127-133, 1986. (ang.).
- Podczas wykopalisk znalezionych zostało wiele monet z czasów rzymskich, pochodzących z różnych miejsc. Przypuszcza się, że niektóre z nich należały do najeźdźców. To sugeruje, że nawet podczas okresu rzymskiego mieszkańcy mieli potrzebę ochraniania siebie przez poprawianie i umacnianie istniejących wież oraz/lub budowanie nowych (czasami uważa się, że w okresie rzymskim Malta była spokojnym miejscem). Czytaj: Anthony Luttrell: Medieval Malta: Studies on Malta before the Knights. London: 1975, s. 19–21. (ang.).
- Claudia Sagona sugeruje, że wieże mają punickie pochodzenie, nie wyłączając zajmowania ich miejsca w czasach prehistorycznych, a także włączając w to wykorzystywanie tych wież w okresie rzymskim. Wyraźnie dopuszcza możliwość, że wieże na terenie Kirkop-Safi-Zurrieq mogły być używane jako łańcuch wież obronnych, ponieważ są one ulokowane w formie "łuku" (półkola), leżącego ponad brzegiem morza. Sugeruje ona również, że inne wieże wokół Malty mogły być wykorzystywane do celów komunikacji pomiędzy wioskami, prawdopodobnie strzegąc terenów zamieszkanych. Czytaj: "Melita and Gaulos during the Punic Period". W: Claudia Sagona: The Archeology of Malta. Cambridge University Press, 2015, s. 239. ISBN 978-1-107-00669-0. (ang.).